# Colonia Licenciado Luis Donaldo Colosio
Colonia Licenciado Luis Donaldo Colosio är en ort i Mexiko.   Den ligger i kommunen Zamora och delstaten Michoacán de Ocampo, i den centrala delen av landet, 300 km väster om huvudstaden Mexico City. Colonia Licenciado Luis Donaldo Colosio ligger 1 650 meter över havet och antalet invånare är 270.
Terrängen runt Colonia Licenciado Luis Donaldo Colosio är kuperad åt sydost, men åt nordväst är den platt. Runt Colonia Licenciado Luis Donaldo Colosio är det ganska glesbefolkat, med 48 invånare per kvadratkilometer. Närmaste större samhälle är Zamora, 3,8 km väster om Colonia Licenciado Luis Donaldo Colosio. I omgivningarna runt Colonia Licenciado Luis Donaldo Colosio växer huvudsakligen savannskog.